# ダブルディーラー (ダライアス外伝)
ダブルディーラー（DOUBLE DEALER）は、タイトーのコンピューターゲーム『ダライアス外伝』に登場するボスキャラクターで、架空の宇宙戦艦。

## 特徴
ダライアス外伝ステージ5のL、Nゾーンボスとして登場。
モチーフはヒラメで、自機の進行方向に対面するように左方向を向いている。しかし、一定量のダメージを与えると、裏返ってカレイの姿になるユーモラスな特性を持つ。
ヒラメ形態とカレイ形態ではそれぞれ、攻撃方法とパターンが違っている。

## 能力
ヒラメ形態はカラーがLゾーンは青、Nゾーンは紫になっている。
頭部が弱点で、自機のショットの状態次第では、集中攻撃すれば一気にカレイ形態にすることが出来る。しかし、そうなる前に、ザコキャラのバルシーという敵キャラを5~6体放出し、艦体の周りに配置して、シルバーホークの攻撃からガードする他、防衛兵器として弾を連発してくる。その間隔に合わせて、上下の鰭から屈折するサンダーレーザーを撃ってくる。
カレイ形態では、頭部が弱点だが、その脇の滑走路から、小型カレイ型攻撃艇を放出してくる。カレイ型攻撃艇は編隊、もしくは連続で出されて攻撃してくる。動きを止めると、腹部の回転砲台から円形に弾を画面の２／３を埋めるほどに撃ってくる。
カレイ形態は一定時間経つと、自機を直接狙ってくるプリックリィアングラーが使っていた放出型サーチレーザーを撃つ。なお、ヒラメ形態では無理だが、カレイ形態では尾鰭と胸鰭は破壊可能。
なお、カレイ状態の色は、Lは緑で、Nは赤。

## 準備稿
ダライアス外伝準備稿では、オーガーレイという名のボスキャラクターで、カレイ型の本体の上に廃墟の都市を乗せているというデザインのボスだった。
都市を乗せている分、かなり巨大なボスになったかも知れないようで、オヒョウモデルだった可能性もある。

## ヒラメ、カレイ型キャラクター
PCエンジン版『スーパーダライアスII』では、Zゾーンにラミィ.Lというヒラメ型中ボスと、Vゾーンにカリィ.Rというカレイ型の中ボスが登場する。
ラミィ.Lは黄色で、口から5方向弾を発射し、時折5方向弾を発射する大型ミサイルを撃つ際のみ横向きになる。カリィ.Rは青色で、最初は背後から２機の小型機に曳航されて出現し、横向きの時はビームと突進攻撃を行い、縦向きの時は口から３方向弾を発射する。
ちなみに、ラミィ.Lが横向きになっている時に破壊すると、ゲームがフリーズし続行不能になるバグがあり、Wiiバーチャコンソールで本作が配信された際には、ゲーム説明に注意を促す注釈がつけられている。